# Dubové (Žilina)
|  | No s'ha de confondre amb Dubové (Banská Bystrica). |

Dubové és un poble i municipi d'Eslovàquia que es troba a la regió de Žilina, al centre-nord del país.
Està situat al nord-oest de la regió, prop del curs alt del riu Váh (conca hidrogràfica del Danubi) i de la frontera amb les regions de Banská Bystrica i Trenčín.

## Història
La primera menció escrita de la vila es remunta al 1262.

## Demografia
| Godina             | 1994 | 2004   | 2014   | 2024   |
| ------------------ | ---- | ------ | ------ | ------ |
| Nombre de persones | 737  | 758    | 718    | 688    |
| Diferència         |      | +2,84% | −5,27% | −4,17% |

| Godina             | 2023 | 2024   |
| ------------------ | ---- | ------ |
| Nombre de persones | 675  | 688    |
| Diferència         |      | +1,92% |